# 李友梅
李友梅（1956年1月—），女，江苏人，中国社会学家，上海大学社会学系教授，博士生导师，上海大学原党委副书记、副校长，中国社会学会会长。1980年代初曾跟随费孝通在苏南地区从事农村和农民研究。2004年，获得法國教育棕榈叶骑士勋章。

## 社会兼职
主要兼职有上海市决咨委委员，中国社会学会会长，上海市社联副主席，上海市社会学学会会长等。